# Tubuline
La tubuline est la protéine structurale des microtubules, un constituant majeur du cytosquelette. Elle a une masse moléculaire d'environ 100 kDa.

## Composition
Elle est composée de 2 sous-unités non identiques :
- la tubuline α de masse moléculaire d'environ 50 kDa et à un pHI de l'ordre de 5,3 - 5,8 et est liée au GTP ;
- la tubuline β de masse moléculaire d'environ 50 kDa et à un pHI de l'ordre de 5,3 - 5,6 et est liée au GTP, qu'elle a la capacité d'hydrolyser. C'est l'état de cette sous-unité qui définit l'état « GTP » ou « GDP » de la tubuline. Il existe plusieurs isotypes de cette tubulines, dont TUBB, TUBB1, TUBB2A, TUBB2B, TUBB2C, TUBB3, TUBB4, TUBB4Q, TUBB6 et TUBB8.

Ces deux sous-unités, issues de l'expression de deux gènes différents (gène α et gène β), sont donc très semblables et ne diffèrent en fait que par quelques acides aminés (5 à 10 % de la chaîne).

## Fonction

### Microtubules
La tubuline dirige la dynamique des microtubules. Suivant sa concentration dans la cellule, elle va en diriger la polymérisation ou la dépolymérisation.
- Si la concentration de tubuline-GTP est élevée, des dimères α-β se polymérisent, formant les protofilaments. Ces protofilaments s'associent entre eux sur leur longueur et forment ainsi le microtubule. L'assemblage de protofilament peut également conduire à l'obtention d'un flagelle, comme dans les spermatozoïdes par exemple.
- Si la concentration de tubuline-GTP dans la cellule est trop faible, les protofilaments vont se dépolymériser et se dégrader.

Dans la cellule, les microtubules rayonnent d'une structure cytosolique visible au microscope électronique appelée centrosome. Toutes les cellules eucaryotes animales en possèdent un dans leur cytoplasme ; les cellules végétales, elles, possèdent une autre structure, non visible en microscopie, qui est appelée « centre organisateur des microtubules ».
Les microtubules sont assemblés à partir de dimères d'α- et de β-tubuline. Ces sous-unités sont légèrement acides, avec un point isoélectrique compris entre 5,2 et 5,8. Chacune a un poids moléculaire d'environ 50 kDa.
Pour former les microtubules, les dimères d'α- et de β-tubuline se lient au GTP et s'assemblent sur les extrémités (+) des microtubules lorsqu'ils sont à l'état lié au GTP. La sous-unité de β-tubuline est exposée sur l'extrémité plus du microtubule, tandis que la sous-unité d'α-tubuline est exposée sur l'extrémité moins. Après l'incorporation du dimère dans le microtubule, la molécule de GTP liée à la sous-unité β-tubuline finit par s'hydrolyser en GDP par le biais de contacts interdimères le long du protofilament du microtubule. La molécule de GTP liée à la sous-unité α-tubuline n'est pas hydrolysée pendant tout le processus. Le fait que le membre β-tubuline du dimère de tubuline soit lié au GTP ou au GDP influence la stabilité du dimère dans le microtubule. Les dimères liés au GTP ont tendance à s'assembler en microtubules, tandis que les dimères liés au GDP ont tendance à se désagréger ; ce cycle du GTP est donc essentiel pour l'instabilité dynamique du microtubule.

#### Microtubules bactériens
Des homologues de l'α- et de la β-tubuline ont été identifiés dans le genre de bactéries Prosthecobacter. Ils sont désignés BtubA et BtubB pour les identifier comme des tubulines bactériennes. Toutes deux présentent une homologie avec les α- et β-tubulines. Bien que leur structure soit très similaire à celle des tubulines eucaryotes, elles présentent plusieurs caractéristiques uniques, notamment un repliement sans chaperon et une faible dimérisation. Des études in vitro montrent que les BtubA/B forment des « mini-microtubules » à quatre brins, contrairement aux microtubules eucaryotes, qui en contiennent généralement 13.

## Pharmacologie
La tubuline possède 3 sites de liaison, qui sont les cibles de médicaments anticancéreux ; le site du Taxol, de la Vinblastine et de la colchicine. La colchicine et la Vinblastine se lient à la tubuline et inhibent sa polymérisation, c'est-à-dire la formation de microtubules, immobilisant les neutrophiles et abaissant l'inflammation. Le Taxol inhibe la dépolymérisation des microtubules.